# Willem Valk
Willem Johannes Valk (Zoeterwoude, 22 de octubre de 1898-Bennebroek, 6 de noviembre de 1977) fue un artista neerlandés, más conocido como escultor. También fue llamado el escultor no oficial de la ciudad Groninga.

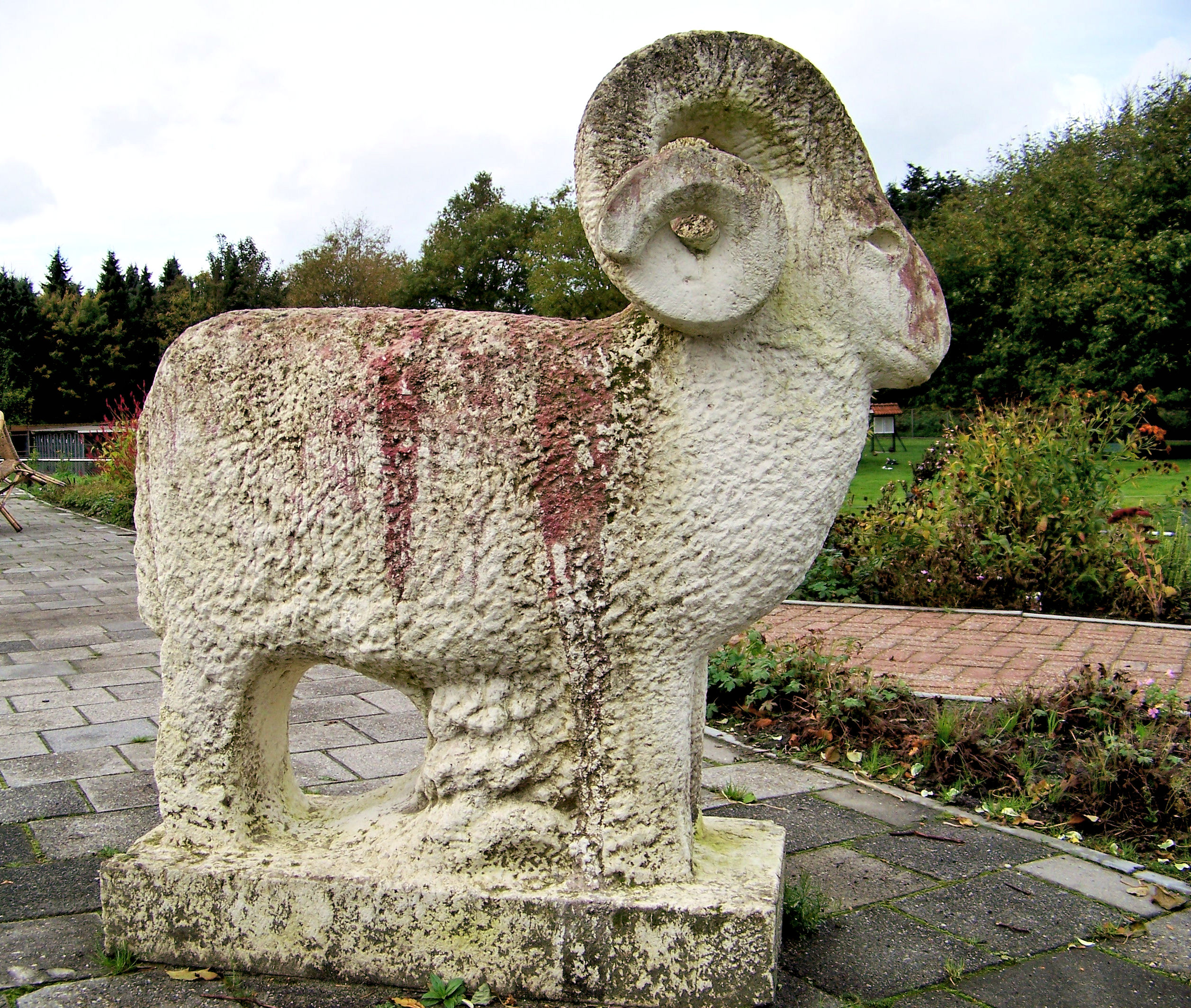
Hoogezand: Drents heideschaap (1958), parque Gorecht

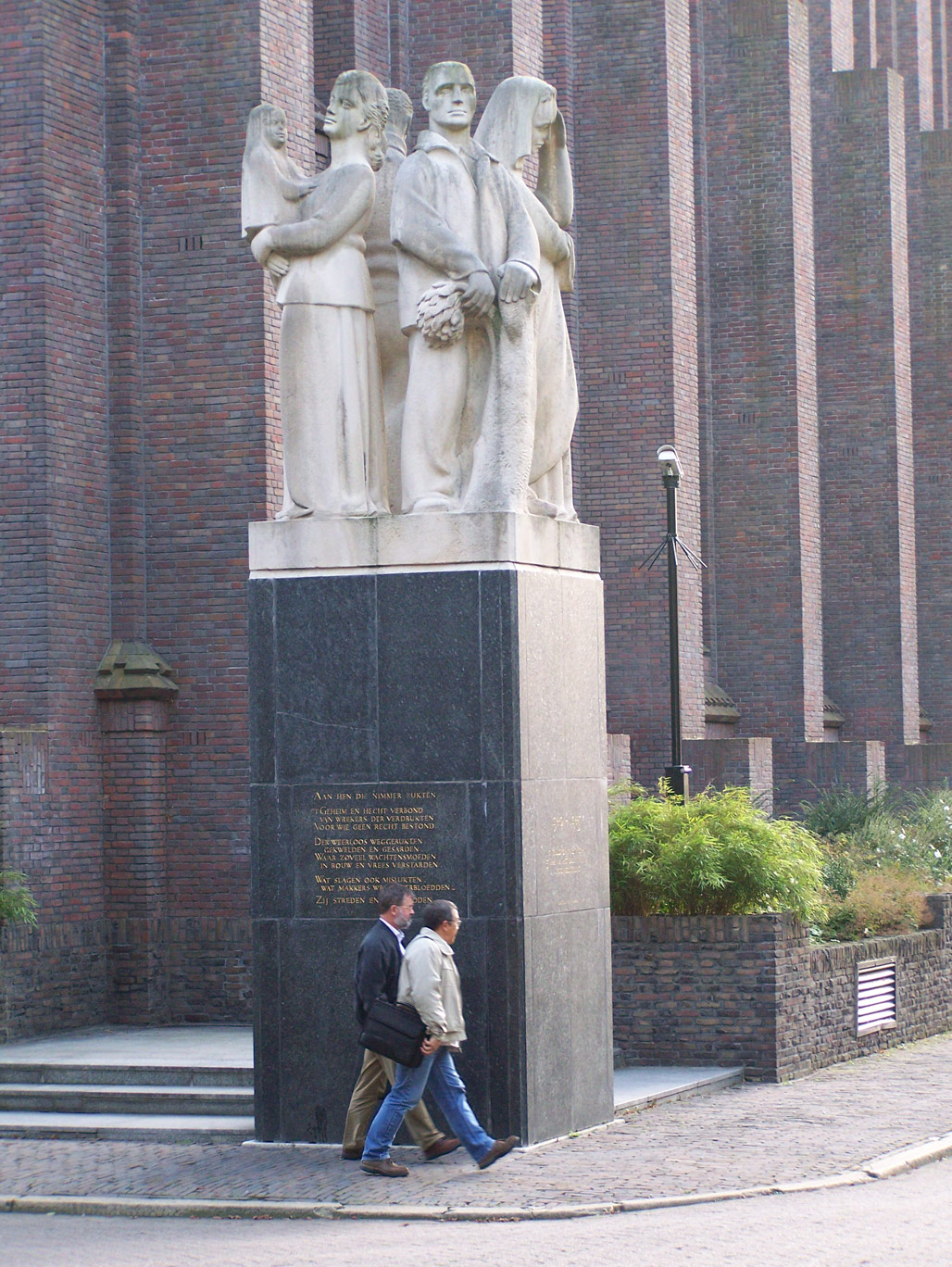
Utrecht:Monumento a los Caídos del personal ferroviario

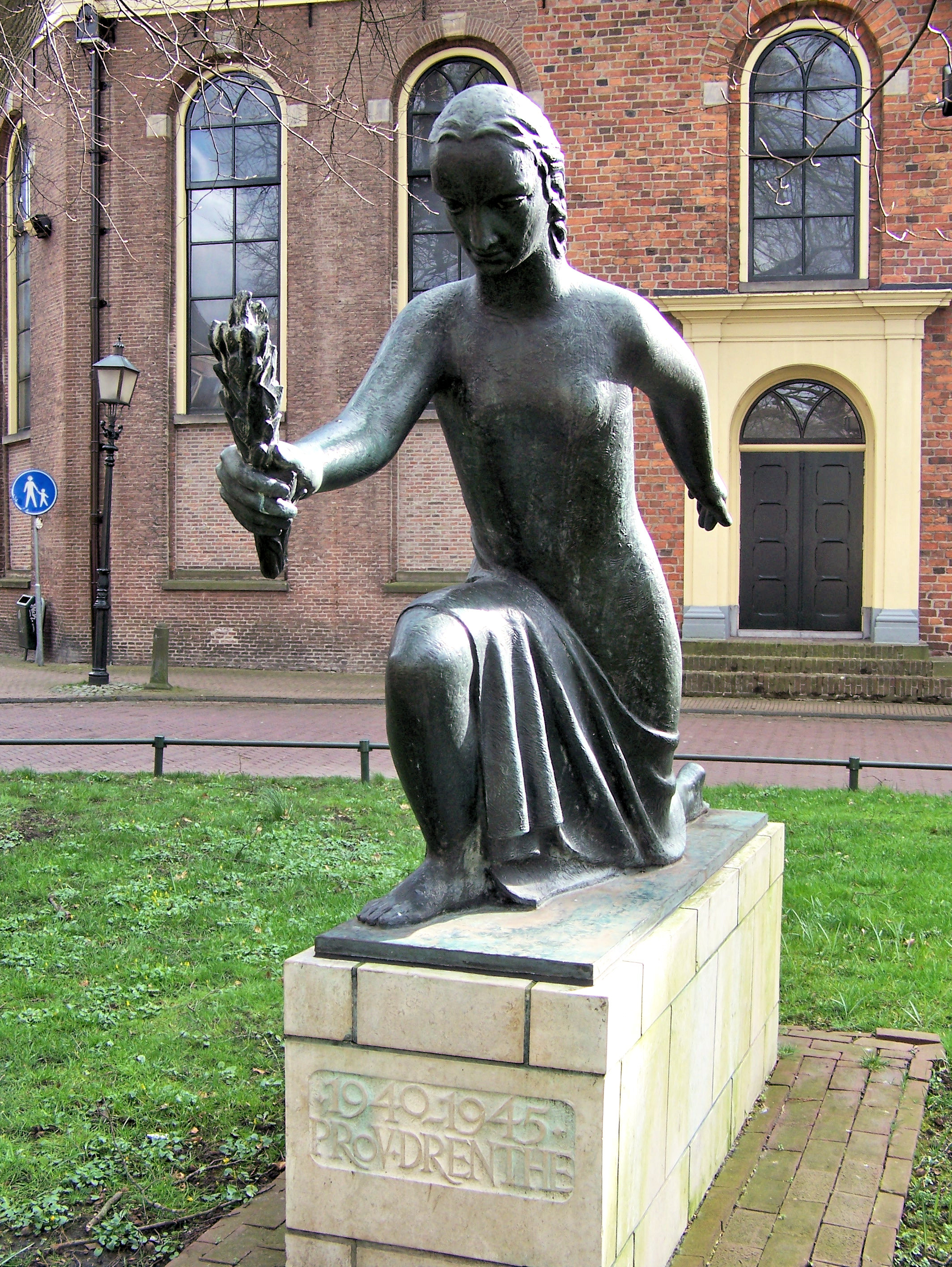
Provinciaal Gedenkteken Assen (1951).

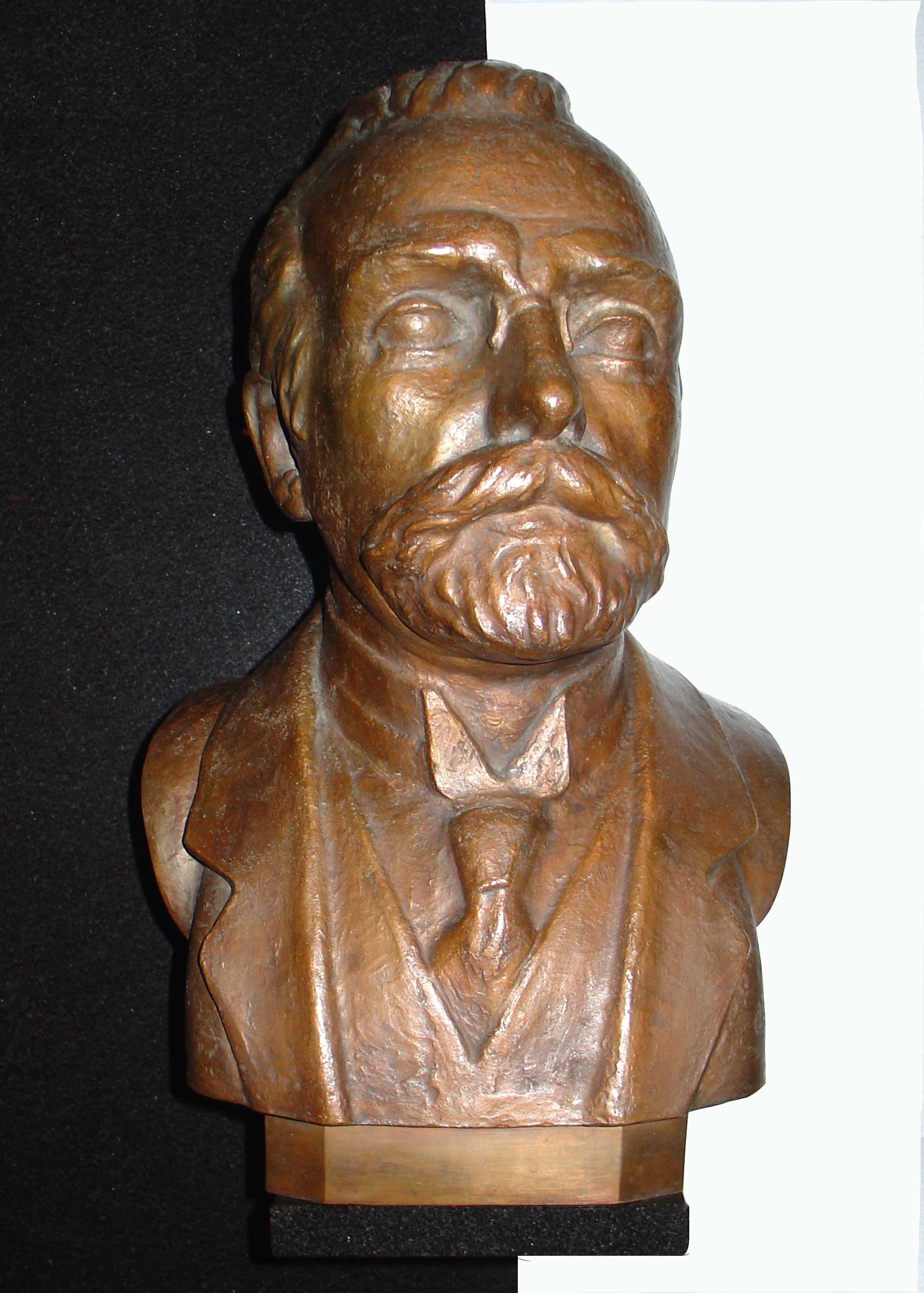
Busto de Geert Teis por Willem Valk - en el hall del Teatro Geert Teis en Stadskanaal

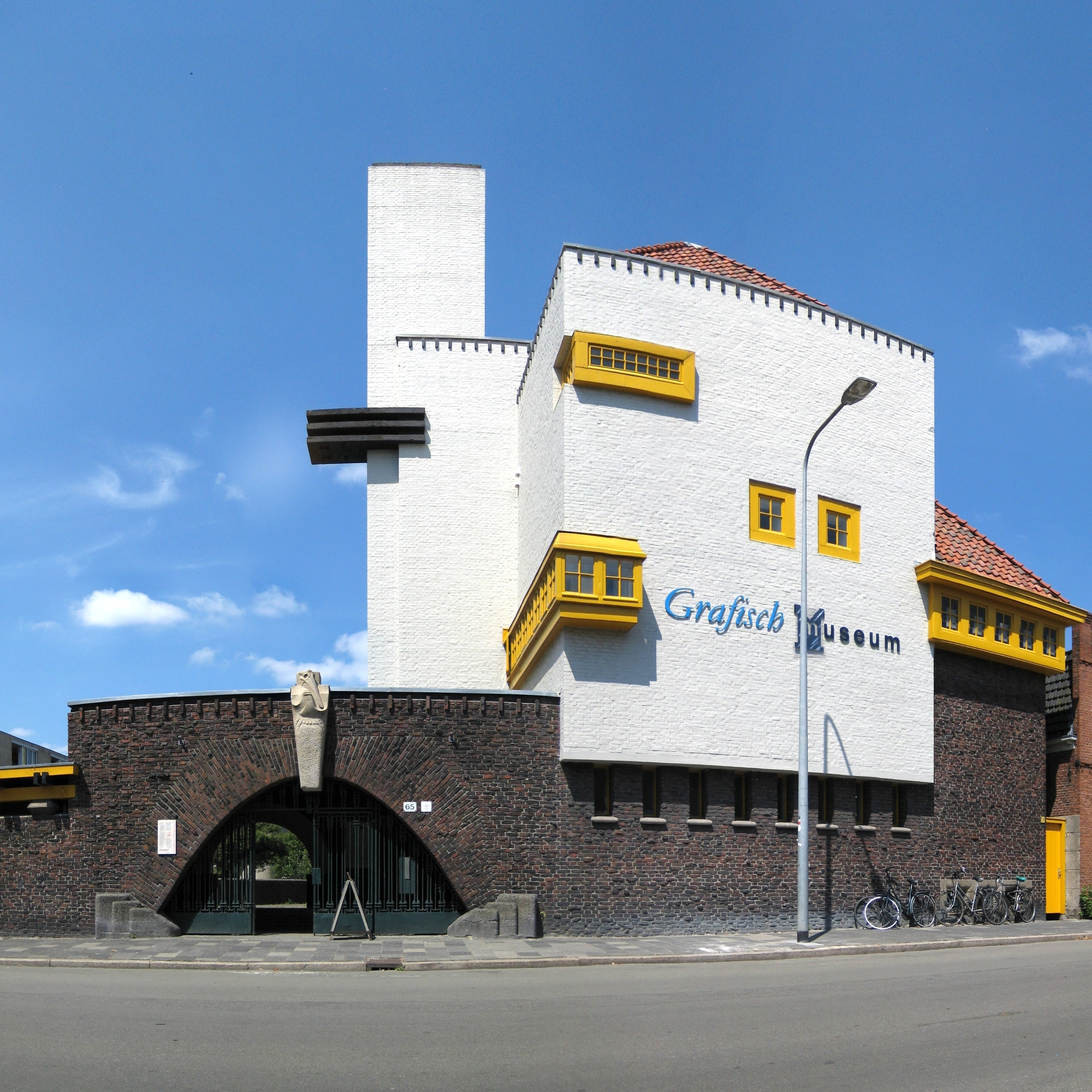
Clave del Museo Gráfico de Groninga

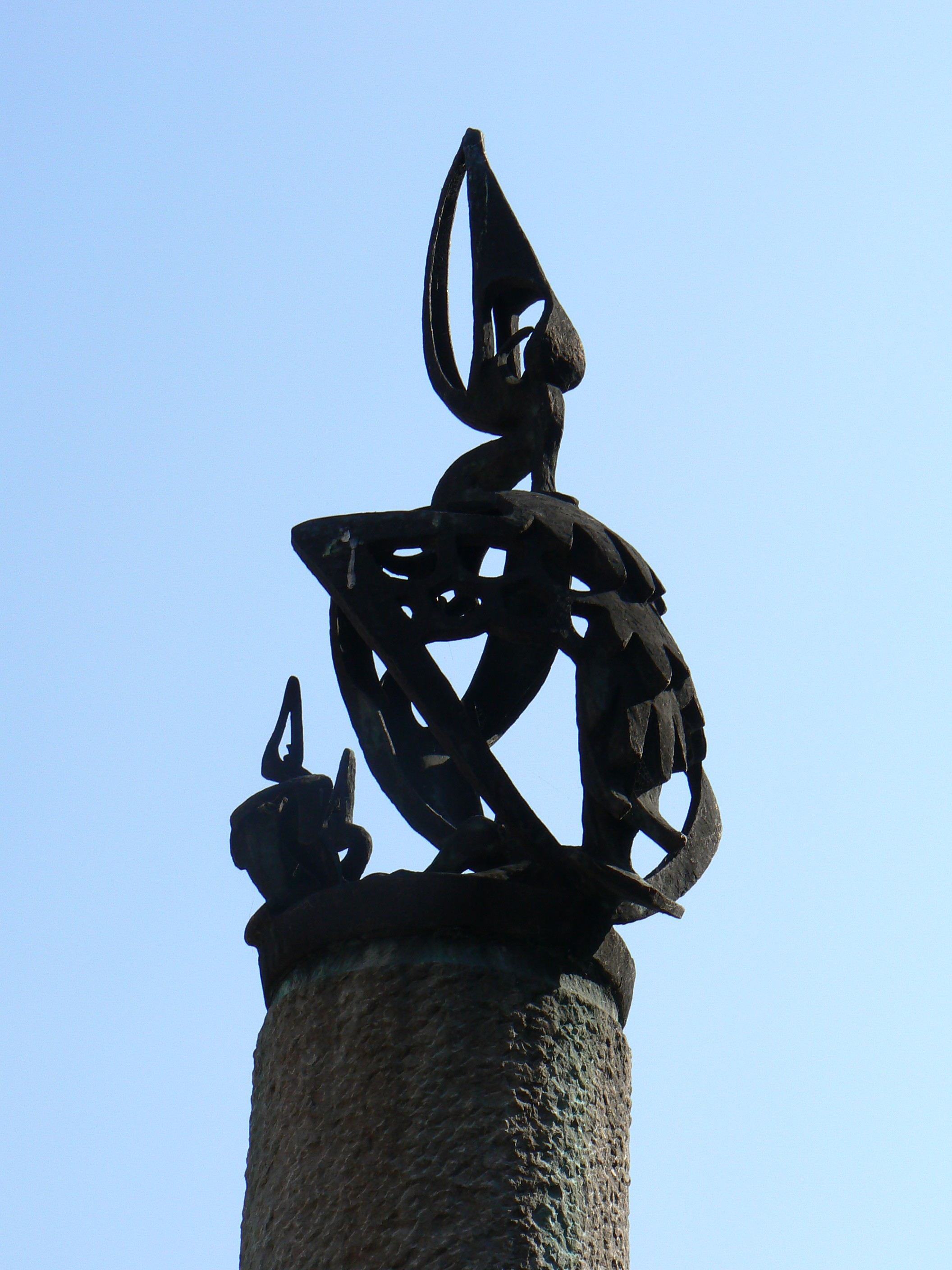
detalle del Memorial de guerra en Appingedam (1954)

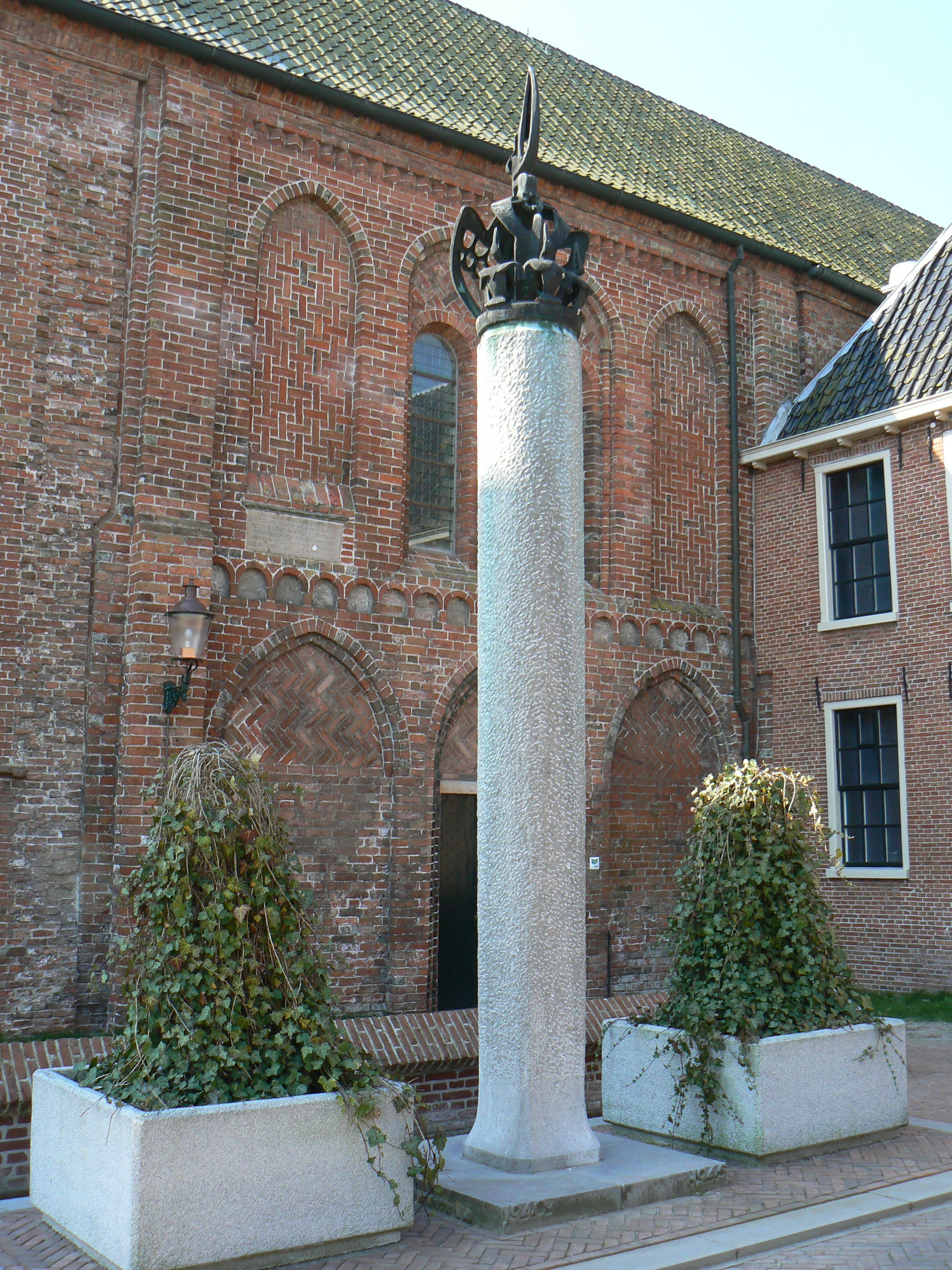
Memorial de guerra en Appingedam (1954)

## Biografía
Willem Valk era el quinto hijo y el hijo menor de Enrique Valk, un diseñador alumno de Van Kempen en Begeer. No fue el único artista de la familia, su hermano Hendrik Valk jr. fue un pintor famoso. Por consejo de su padre estudió como orfebre en la Real Academia de Bellas Artes de La Haya, donde se graduó en 1919. Entonces él tomó un curso de modelado de la enseñanza y trabajó como tallador de madera en Ámsterdam y La Haya. En 1921 se trasladó a Groninga, donde se estableció para siempre y fue docente durante 43 años en la Academia Minerva, donde sucedió a John Peddemors. En esta ciudad hizo muchas esculturas.
Valk fue brevemente miembro del grupo de artistas De Ploeg, del que era tesorero, con el objetivo de para proporcionar más colaboración con la arquitectura de varios edificios en las ciudades y pueblos, totalmente en consonancia con el espíritu de la época. después estuvo ligado a los principioos de la Escuela de Ámsterdam . También fue miembro del Círculo Neerlandés de Escultores y de la Sociedad para la Promoción de la Arquitectura. Siguió las órdenes del arquitecto Siebe Jan Bouma, con quien mantuvo la amistad y colaboró en la ejecución de los diseños de muchos edificios en Groninga. Otra estructura notable de Willem Valk, que contribuye con el embellecimiento , deñ edificio el fauno, una antigua aseguradora de Utrecht, diseñado por A.R. Wittop Koning. En 1937 entra como aprendiz, en algún momento, del escultor francés Aristide Maillol.
Durante la Segunda Guerra Mundial Willem Valk participó activamente en la resistencia en defensa de los artistas, lo que significa que no fue incluido en la Sala de Cultura. Al comienzo de la Segunda Guerra Mundial, Willem Valk obtuvo un contrato para la construcción de cuatro figuras de tamaño natural para remodelar la estética del Puente Jagt . En 1943, están listas las estatuas, pero la guerra se mantiene en la ciudad , por lo que fueron colocadas sólo en 1951.
En 1955 Willem Valk recibió el Premio Cultural de la provincia de Groninga. En 1963 se retiró a Bennebroek. Después de un ataque al corazón y él y su esposa Ella Goodijk, hermana del arquitecto Arjen Goodijk .

## Escultura pública
Entre sus esculturas públicas se cuentan:
Assen
- Memorial Provincial - Provinciaal Gedenkteken (1951), Brink

- Ladrillos de fuego (gevelsteen brandweer Assen) (1951), inicialmente instalado en el llamativo edificio Collardslaan. La piedra fue reinstalada en el nuevo edificio del canal.

Delfzijl
- "De Zee" -el mar (1939), Marktstraat (empresa de transporte marítimo Royal Wagenborg)[2]

Eelde
- monumento funerario - grafmonument (1948), Kerkhoflaan

Garrelsweer
- monumento funerario - (1948), Stadsweg

Haren
- busto de H.D. Guyot (1939), Rijksstraatweg (Calle de sentido único Rijks)

Harlingen
- monumento de guerra- oorlogsmonument , A nuestros muertos- Aan onze doden 1940-1945 (1965) Harmenspark

Hoogezand
- Drents heideschaap[3] (1958), parque Gorecht

Leeuwarden
- Bijenkorf (1965), Westerpark

- Jóvenes agricultores- Jonge Boer y ornamentos (1936), Oficina Banco Friesland en Zaailand

Marum
- monumento de guerra - oorlogsmonument (1948), Noorderringweg

Sleen
- De Ziener - El Vidente (1948)[4]

Sneek ciudad
- Monumento a la Resistencia - verzetsmonument Fiel hasta la muerte - Getrouw tot in de dood (1950), Grote Kerkstraat

Stadskanaal
- busto de Geert Teis (1948), Theater Geert Teis[5]

- ornamento independiente Parkheemen la misma enfermería

Tjalhuizum
- monumento de guerra - oorlogsmonument De Hoanne (1951), Monumentwei

Utrecht
- Monumento a los Caídos del personal ferroviario[6]

Warffum
- Het inwendige oor (El oído interno)

West-Terschelling
- Monumento en el Cementerio General

Woudsend
- monumento de guerra - oorlogsmonument (1954), Ald Tsjerkhôf

IJlst ciudad
- Memorial de Guerra - oorlogsmonument (1947), Casa del pueblo de Stadslaan

- Sybrand Marinus van Haersma Buma (1947), Gemeentehuis aan de Stadslaan[7]

Groninga 
- relieve Armas en la Ciudad Natte Brug (1921)

- relieve a la antigua de R.K. Ziekenhuis (1925), Verlengde Hereweg (Wim Haver)

- 1927 - sin título(figura femenina con las teclas)
zonder titel (sluitsteen met vrouwenfiguur) - Hissink Janssenstraat (voormalige school) - Groninga - Piedra

- adornos en los antiguos edificios de las Obras Públicas(1928), Gedempte Zuiderdiep (ahora Servicio de Planificación / Economía)

- ornamento de la estación de bombeo (1928), Damsterdiep

- clave pelikaan en la antigua escuela (1929), Rabenhauptstraat (ahora en el Grafisch Museum Groningen)

- adornos en la Casa de Elmpt, la oficina del antiguo Banco Hipotecario Friesch-Groningsche (1929), Herestraat

- fachada Politieman (policía), Handboeien(Esposas), Sleutelbos antigua comisaría de policía (1930), Ubbo Emmiusstraat

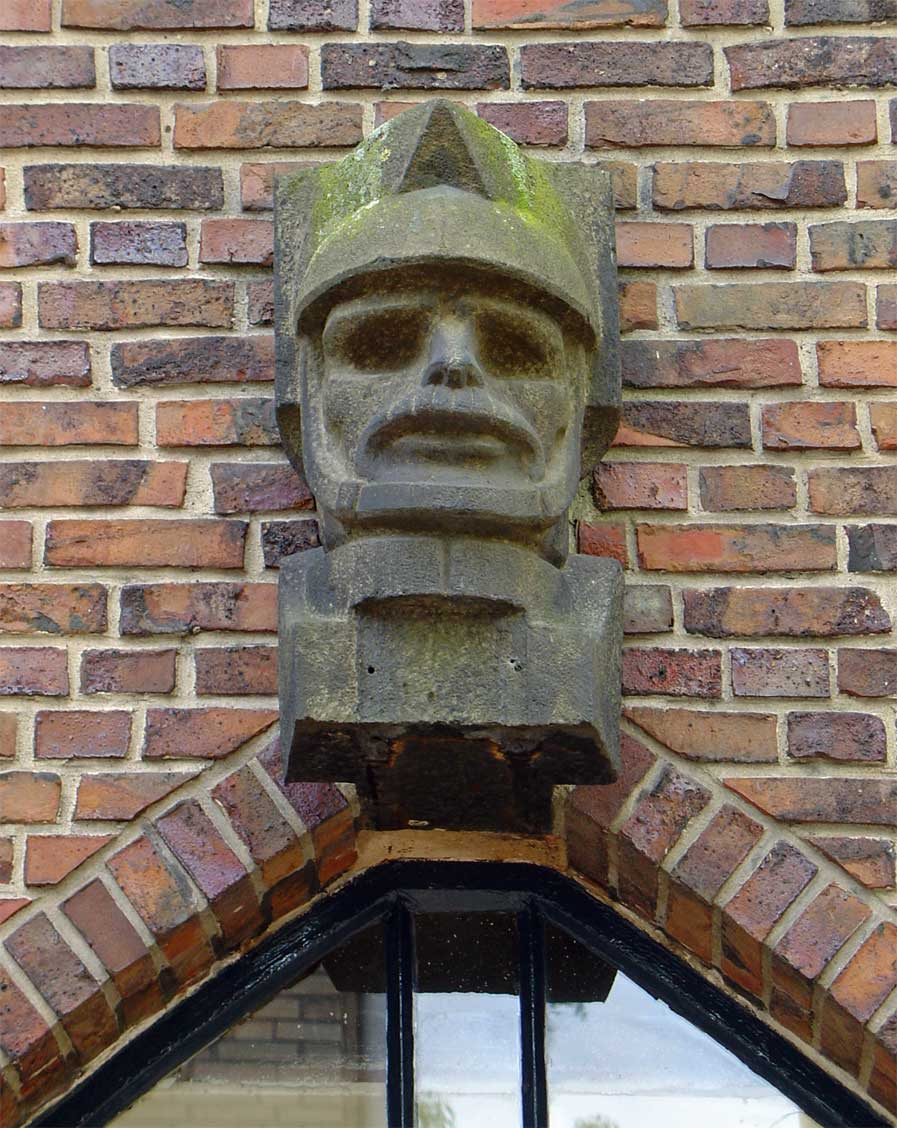
Gevelsteen Politieman - Groningen

- 1931 - placa al doctor W.H. Mansholt
 - Centro Médico Universitario de Groninga en el Oostersingel - Groninga - bronce

- sluitsteen Gasthuis (1935), Oosterweg

- claves de figura femenina en la escuela antigua (1937), J. Hissink Jansenstraat

- 1937 - busto de H.D. Guyot
buste H.D. Guyot - Guyotplein, boven ingang doveninstituut - Groninga

- Meeuw (1938), en la casa de la esquina del puente del Museo Westerkade/ Sluiskade

- adornos en los edificios "De Faun", antigua Oficina de Seguros de Vida de Utrecht (1938), Gedempte Zuiderdiep

- relieve "De Telegrafie" de la oficina de correos (1940), Schuitemakersstraat

- monumento de la guerra a la oposición de 45 víctimas (1948), begraafplaats Esserveld

- 1948 - Sin título , monumento de guerra
zonder titel, oorlogsmonument - Esserweg, begraafplaats Esserveld - Groninga - arenisca

- 1950 - Monumento a la Guerra
Oorlogsmonument - Avenida de los Olmos , cementerio judío en Selwerderhof - Groninga - piedra natural

- monumento de la guerra para conmemorar la liberación de Groninge en 1945 (1970), De Grote Markt

- 1994 - Dos caballos peleando
Twee strijdende ridders - Concourslaan 17 (en la construcción de la Gasunie) - Groninga - bronce

- busto Gerardus Heijmans (), Universiteit Groningen[8]

| Año    | Denominación-Título                                                                                            | Calle                                  | Ubicación | Material | Foto |
| ------ | --- | -------------------------------------- | --------- | -------- | ---- |
| 1940   | Sint Maarten, Bernlef, Agricola Sint Maarten, Bernef, Agricola                                                 | Martinikerkhof 1, Martinitoren         | Groninga  | Caliza?  |      |
| 1951   | portador de maíz, comerciante, constructor naval y verdulera korendrager, koopvrouw, scheepsbouwer en visvrouw | a ambos lados de la Kijk in 't Jatbrug | Groninga  | granito  |      |
| 1972   | el busto de Carl von Rabenhaupt la última obra de Willem Valk]                                                 | Grote Markt                            | Groninga  | bronce   |      |
| 1935?  | monumento funerario de J.A.H. Schaper grafmonument Jan Schaper                                                 | Esserweg, Cementerio de Esserveld      | Groninga  | piedra   |      |
| 1946 ? | Lápida HE Blaauw Grafmonument H.E. Blaauw                                                                      | Moesstraat, Cementerio del Norte       | Groninga  | piedra   |      |

## Notas

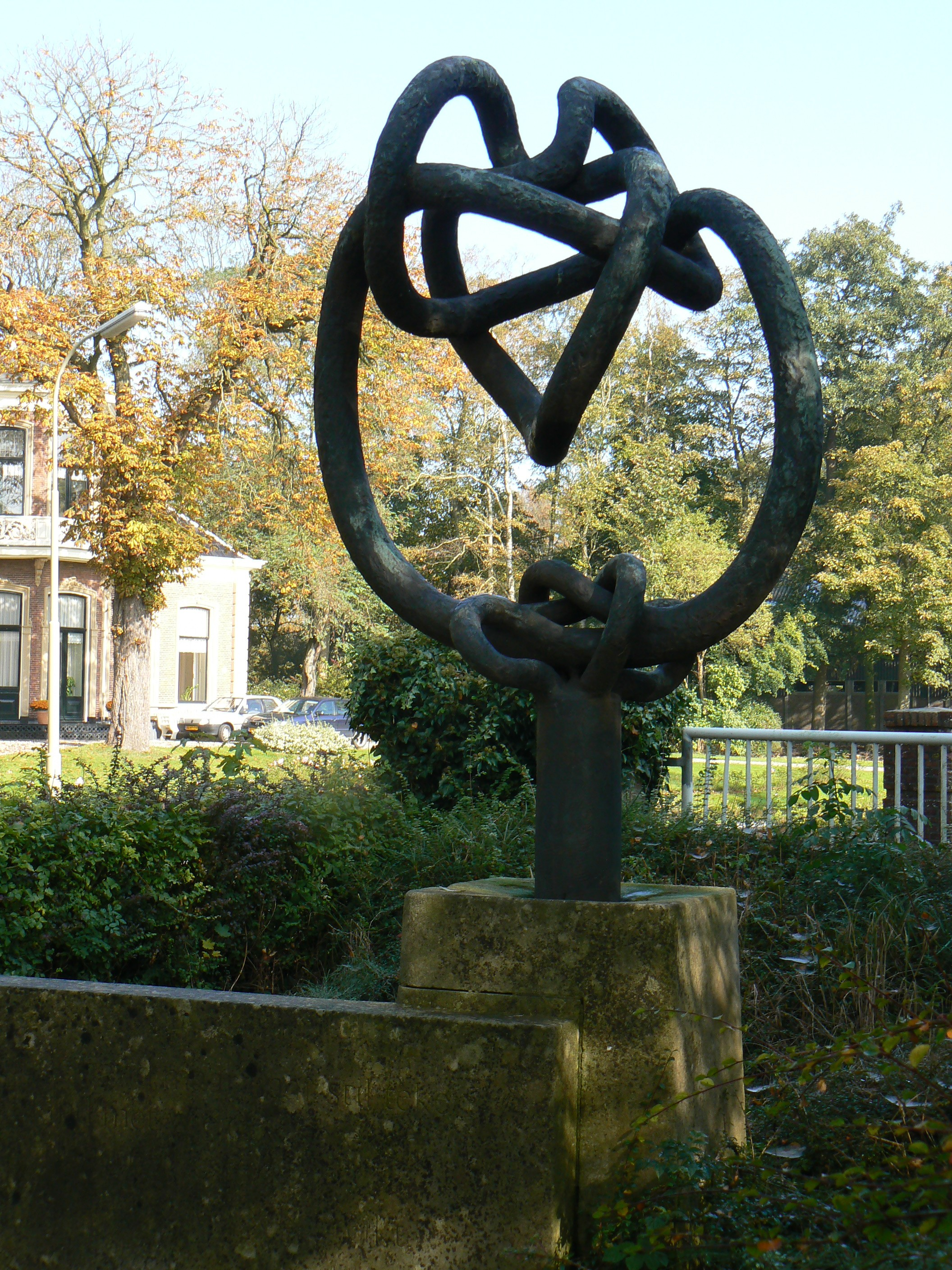
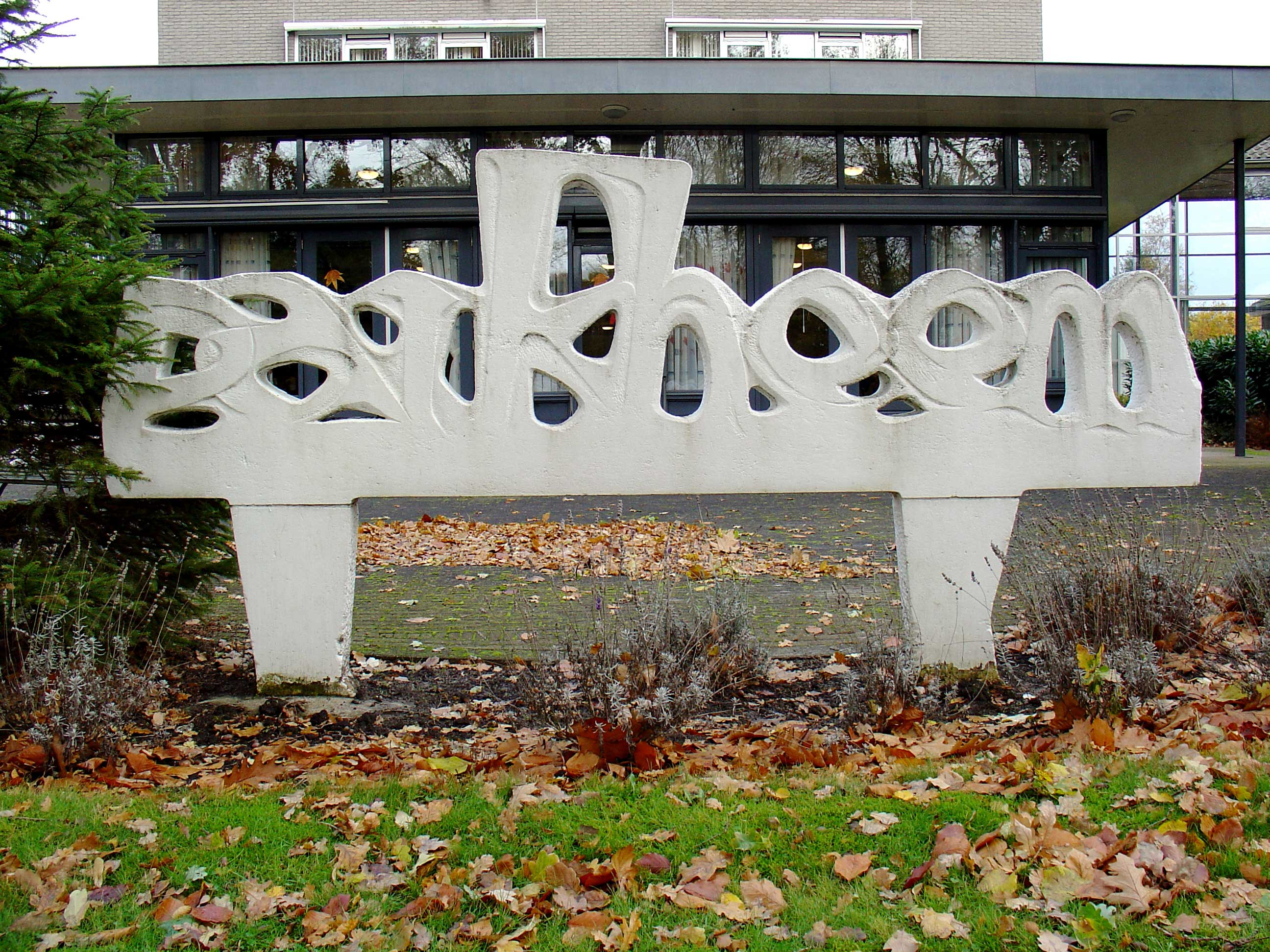
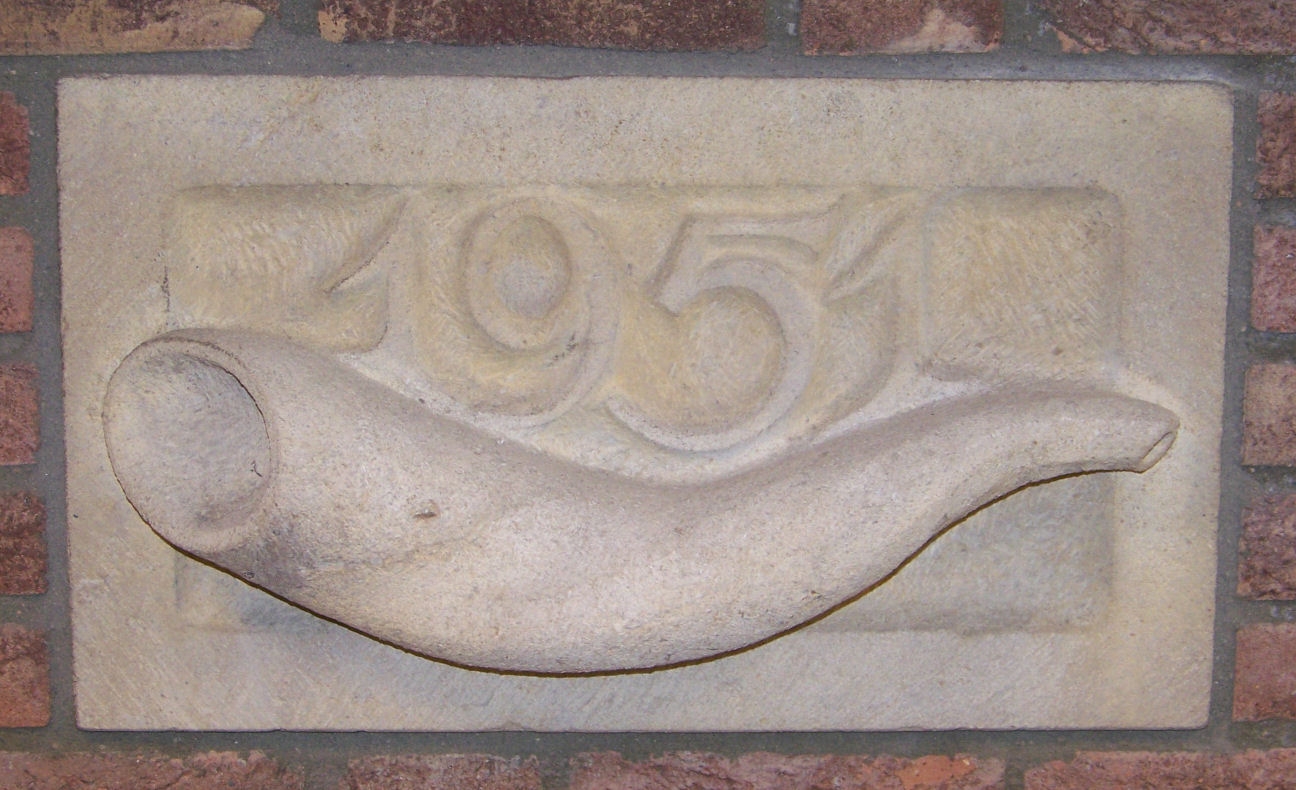
Assen
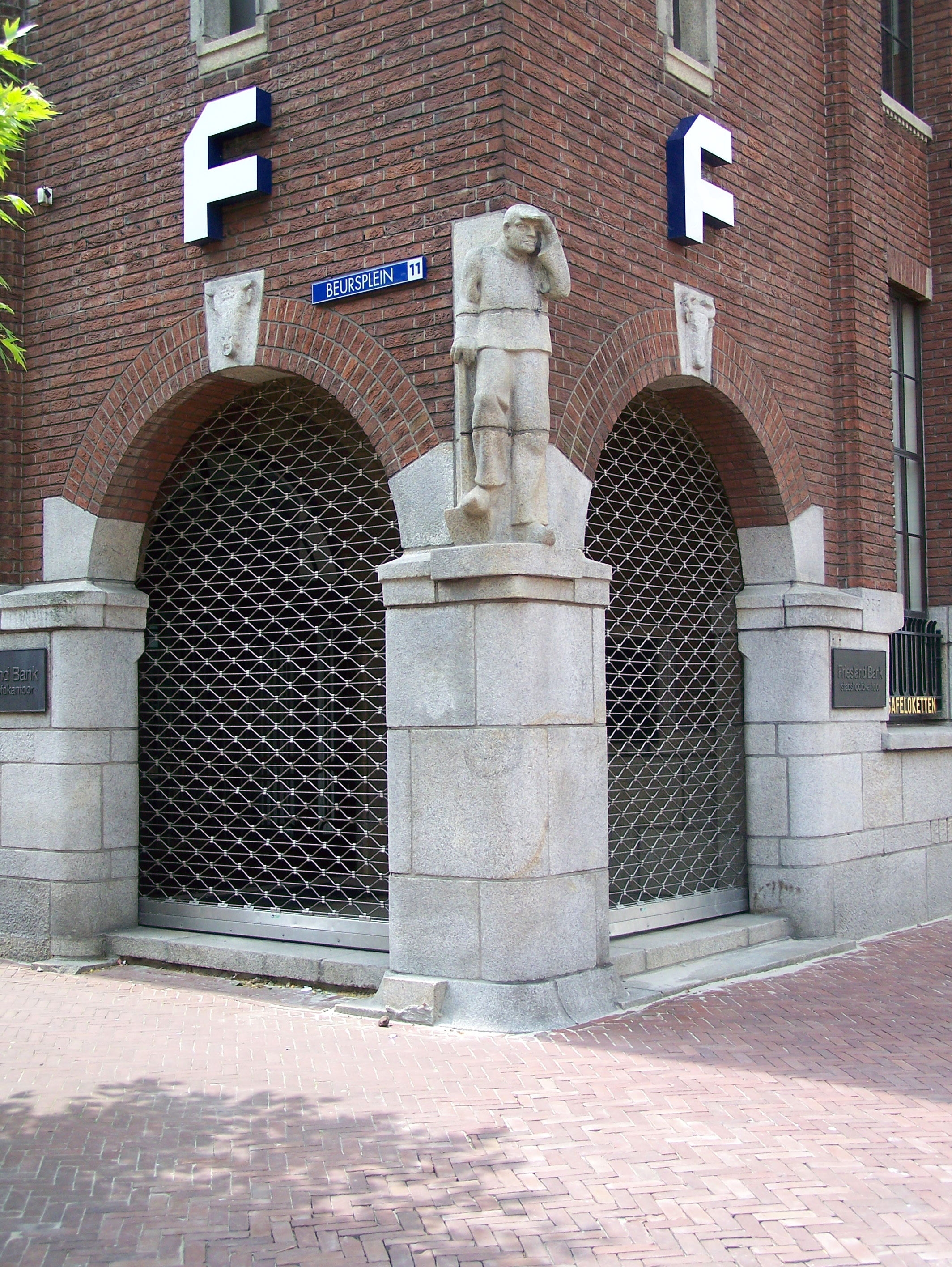
El oteador
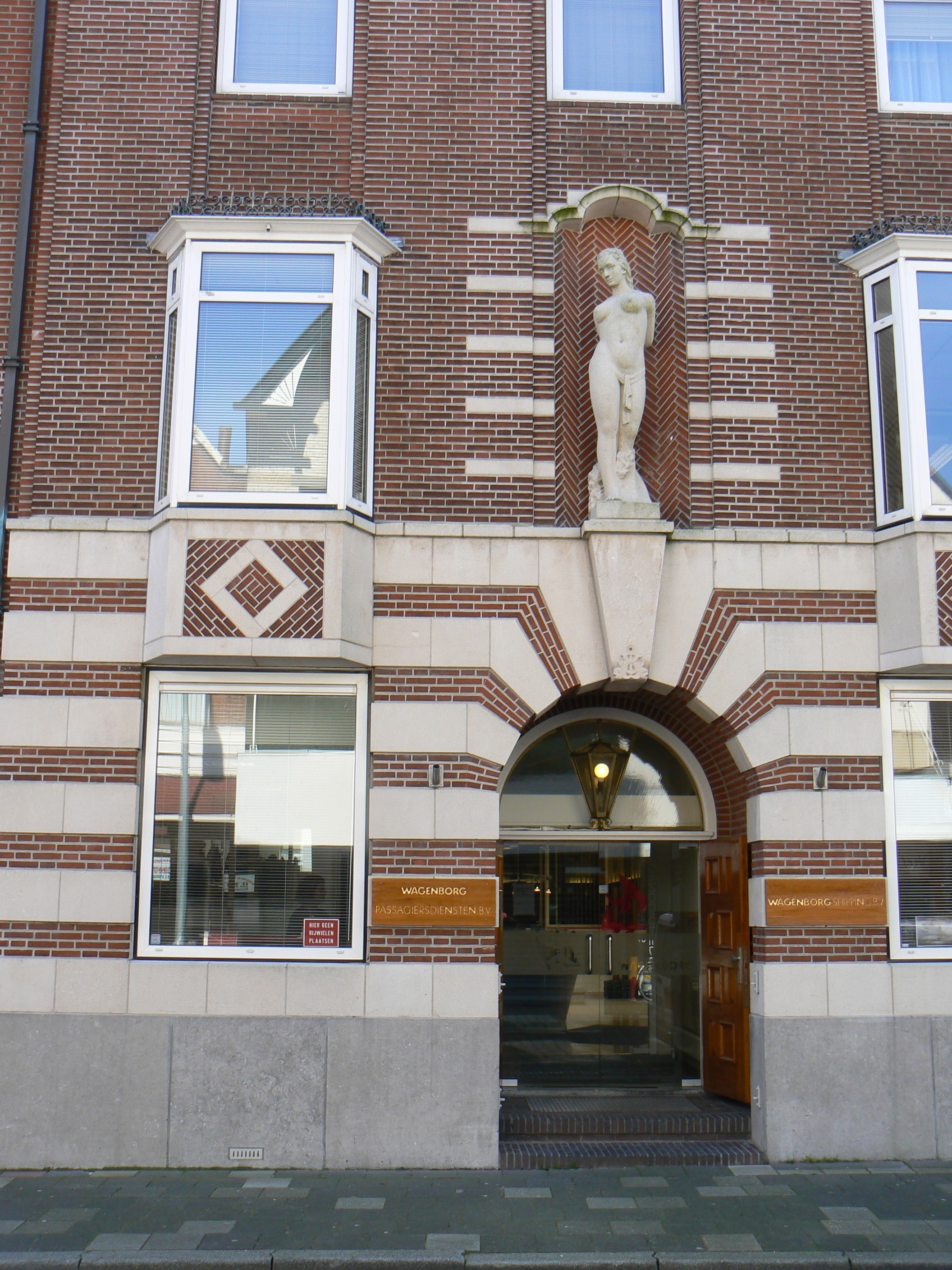
De Zee
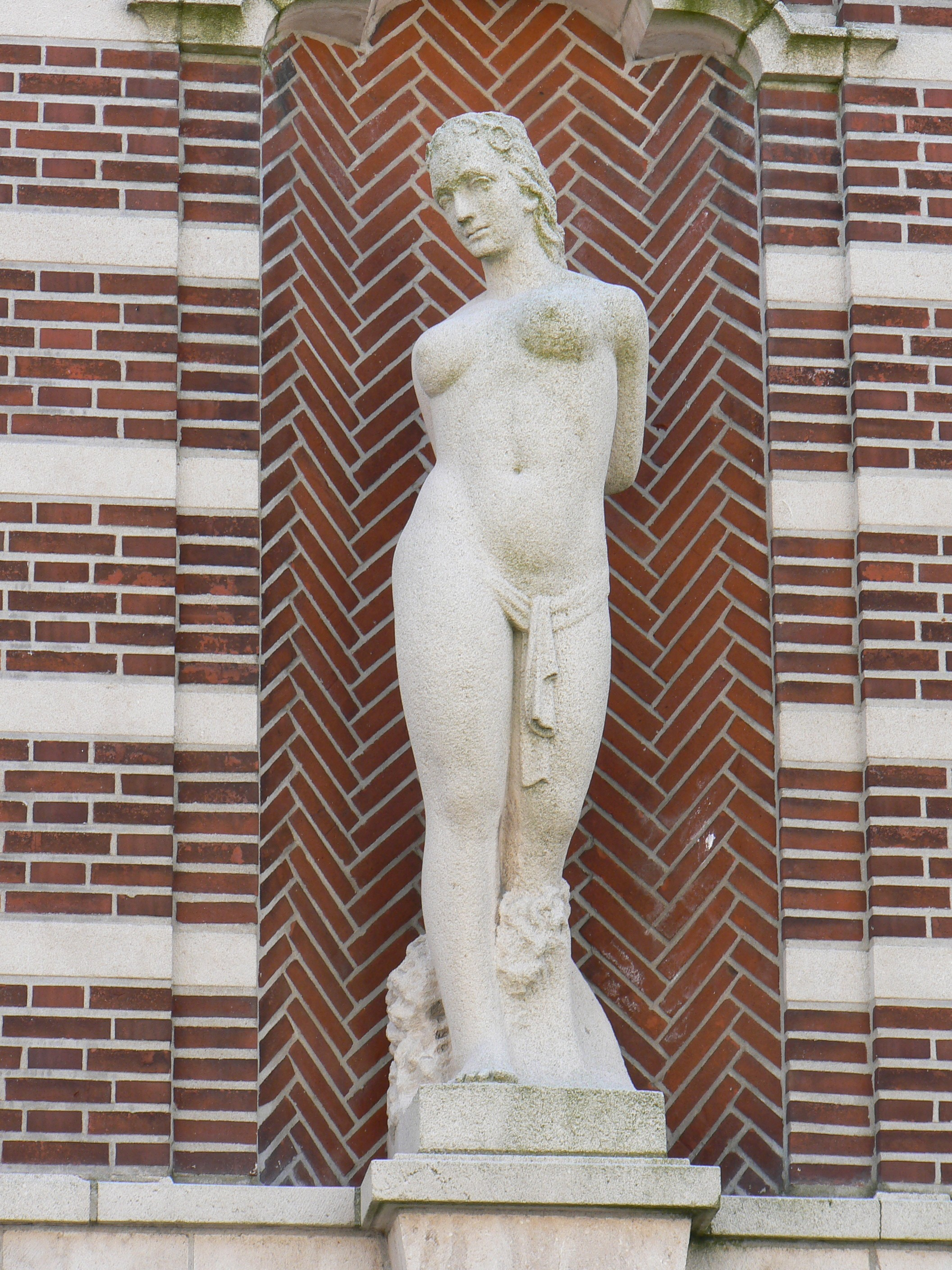
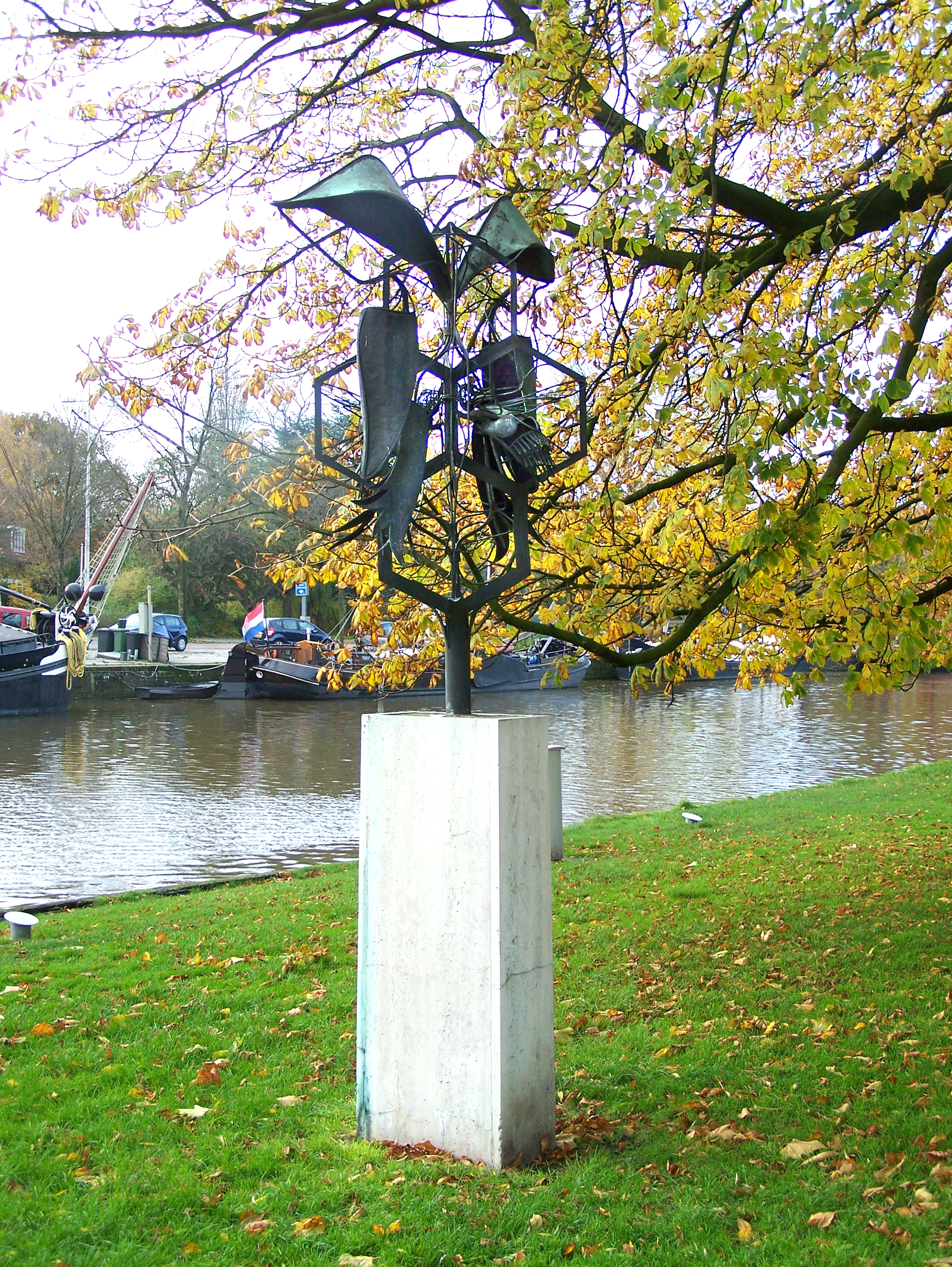
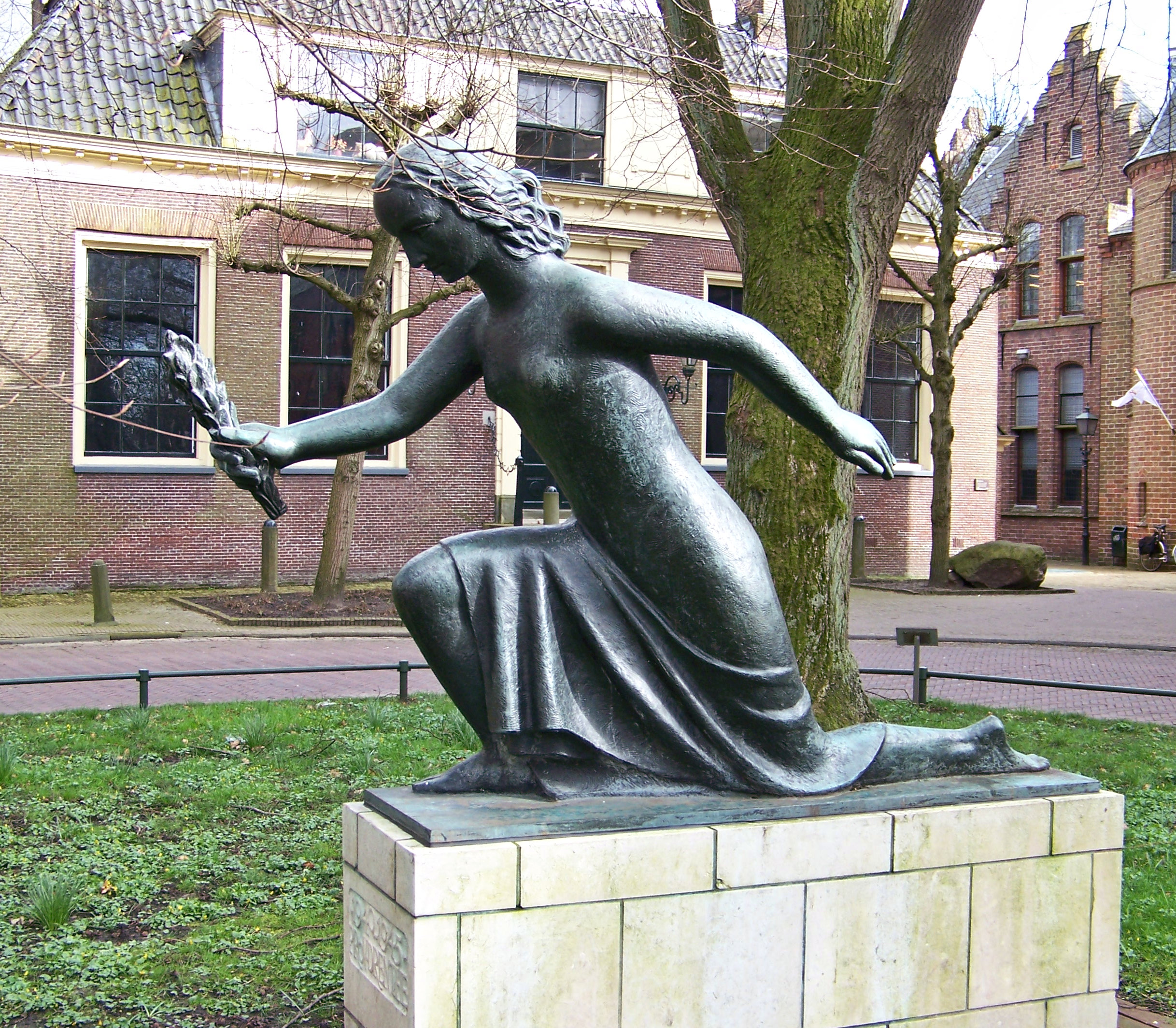